# Sarotesius melanognathus
Genre
Espèce
Sarotesius melanognathus, unique représentant du genre Sarotesius, est une espèce d'araignées aranéomorphes de la famille des Sparassidae.

## Distribution
Cette espèce est endémique du Malawi,.

## Description
Les mâles mesurent de 19,3 à 23,0 mm et les femelles de 19,6 à 21,8 mm.

## Publication originale
- Pocock, 1898 : The Arachnida from the regions of Lakes Nyassa and Tanganyika contained in the collection of the British Museum. Annals and Magazine of Natural History, sér. 7, vol. 2, p. 429-448 (texte intégral).